# Лабынкыр
Лабынгкы́р или Лабынкыр (якут. Лабыҥкыр) — озеро в Оймяконском улусе на востоке Якутии, ставшее знаменитым благодаря неизвестному науке существу, якобы обитающему в его водах.

## Географические данные
Озеро образовалось на месте центрального моренного амфитеатра на Сордонохском плато верхнего течения Индигирки в результате подпруживания реки конечной мореной. Озеро находится на высоте 1020 м над уровнем моря, имеет форму вытянутого с севера на юг прямоугольника размерами длиной 14,3 и шириной около четырёх километров. Максимальная ширина достигает 4,14 км. Средняя глубина озера — до 52,6 м. При этом на дне озера есть аномальная трещина, которая увеличивает глубину до 75—80 м. Прозрачность воды — до 10 м (в северной части). Температура воды даже в самые жаркие летние дни не превышает 9  °C, придонная температура — от 1,3 до 2 °C. Вода в озере, несмотря на большие морозы зимой (до −50 градусов), замерзает очень медленно, что остаётся загадкой для учёных. Берега северной части озера валунисто-галечные, центральной части — скалистые, южной — пологие, сложенные из крупноглыбового коллювиального материала. Озеро расположено в одном из самых холодных мест Северного полушария.
В озеро втекает и через ледяную нетающую плотину вытекает одноимённая река Лабынкыр (приток Туора-Юрях и Индигирки). На озере три острова, один из которых, диаметром около 30 м, высотой 5—6 м, находящийся точно в центре озера, согласно рассказам местных жителей, обладает странным свойством время от времени исчезать под водой. Однако уровень воды в озере практически неизменен и такое поведение острова, вероятно, является оптическим явлением наподобие миража.

## Легенда озера
Местные жители-якуты верят, что в озере обитает некое громадное животное — «Лабынкырский чёрт», как они называют его. По описаниям якутов, это нечто тёмно-серой окраски с огромной пастью. Расстояние между глазами «чёрта» равно ширине плота из десяти брёвен. Если верить легенде, «чёрт» очень агрессивен и опасен, нападает на людей и животных, способен выходить на берег.
Учёные заинтересовались Лабынкырским чудовищем после сообщения геолога В. И. Твердохлебова, наблюдавшего в озере некий крупный движущийся объект. Ряд экспедиций, однако, не принёс никаких убедительных результатов.
Из записей экспедиции В. Твердохлебова 30 июля 1953 года:
Предмет плыл довольно близко. Это было что-то живое, какое-то животное. Оно двигалось по дуге: сначала вдоль озера, потом прямо к нам. По мере того как оно приближалось, странное оцепенение, от которого холодеет внутри, охватывало меня. Над водой чуть-чуть возвышалась тёмно-седая туша, глаза животного, а из тела торчало что-то вроде палки… Мы видели лишь небольшую часть животного, но под водой угадывалось огромное массивное тело…
После того, как в 70-х годах научный интерес к Лабынкыру и его таинственному обитателю угас, единственным жителем тех мест оставался некий рыбак-троцкист по имени Алямс, сосланный в Якутию во время репрессий и не пожелавший возвращаться. Именно его невероятные рассказы о жертвоприношениях, якобы приносимых им чёрту, вновь подогрели любопытство в конце 80-х. В 1993 году Алямс тяжело заболел и его увезли в ближайшую больницу. В бреду он сказал, что Лабынкыр ему не простит разлуки и убьёт его. Рыбака вернули на озеро, где он скоропостижно скончался.
Криптозоологи выдвигают различные гипотезы касательно природы «чёрта»: гигантская щука, реликтовая рептилия или амфибия.
Местные жители также сообщали о появлениях «чёрта» в соседнем озере Ворота, но экспедиция к этому озеру сумела доказать, что в нём нет никаких чудовищ.

## Экспедиции
- В 2005 году телепрограмма «Искатели» организовала экспедицию на озеро, во время которой провела ряд исследований и измерений. В частности, с помощью эхолота была выявлена аномальная трещина на дне озера, а с помощью глубоководного телезонда удалось обнаружить на дне остатки челюстей и позвонков животных.
- В феврале 2013 года было совершено погружение на дно озера, температура воздуха на поверхности −46 °C, температура воды +2 °C. Организатором выступили Федерация подводного спорта России и Русское географическое общество, экспедиция получила название «Полюс холода»[9]. Главной задачей проекта являлось изучение флоры и фауны Лабынкыра, а также тестирование возможностей человеческого организма в экстремальных условиях. Исследователи взяли пробы воды с разных глубин Лабынкыра, а также пробы грунта со дна озера.

С 26 февраля по 14 марта 2014 года был проведён второй этап экспедиции.
- В 2016 году сотрудник РГО, путешественник-экстремал из Воронежа Андрей Соловьёв более 100 дней провёл на озере, собрал свидетельства местных жителей и лётчика вертолёта, видевшего с воздуха рептилию длиной около 5—7 м[11]. Андрей Соловьёв отметил также повреждения сетей (многометровые дыры), происхождение которых трудно объяснить, если исключить воздействие очень крупного животного[12][13].